# Белогорлая совка
Белогорлая совка (лат. Megascops albogularis) — вид птиц из семейства совиных (Strigidae). Небольшая сова с тёмным испещрённым оперением, пуховые птенцы грязно-беловатого цвета, в мезоптиле — желтовато-серые. Издаёт ряд разнообразных звуков, некоторые из них могут издаваться совместно и самцом, и самкой. Распространена в Южной Америке от Колумбии и Венесуэлы до Боливии, обитает в горных тропических лесах. Ведёт ночной образ жизни, питается членистоногими и мелкими млекопитающими.

## Систематика
Белогорлая совка была описана американским орнитологом Джоном Кассином в 1849 году под биноменом Syrnium albo-gularis. Видовое название albogularis образовано от лат. albus — белый и gularis — горло.
Некоторыми учёными она помещалась в род Macabra. Международный союз орнитологов относит вид к роду Megascops.
Филогенетические исследования показали, что генетически ближайшим к белогорлой совке видом является южноамериканская совка (Megascops choliba).

## Описание

### Внешний вид
Некрупная сова без перьевых ушей. Длина тела белогорлой совки составляет 20—27 см, длина крыла — 190—213 мм, масса — 130—185 г. Самки тяжелее самцов. Оперение верхней части тела тёмно-буро-коричневое с черноватыми крапинками, испещрено красновато-коричневым и тусклым желтовато-беловатым. На крыльях и хвосте имеются светлые и тёмные полосы (на хвосте узкие бледноватые). Нижняя часть туловища с тёмными прожилками и поперечными полосами; грудь тёмная, брюхо бледное, тускло-желтоватое. Лицевой диск тёмный. Под глазами имеются беловатые отметины. Глаза оранжево-жёлтые с тускловатым оттенком. Цвет пальцев варьируется от желтовато-серого до коричневатого. Пуховое оперение птенцов грязно-беловатое. В мезоптиле птенцы бледные, желтовато-серые. На голове и верхней части спины равномерные тёмные полосы.

### Вокализация
Песня самца представляет собой последовательное постепенно понижающееся, мягкое уханье, повторяемое с относительно высокой частотой: 4—5 раз в секунду. Такие крики повторяются с интервалом в 5—10 секунд. Иногда самец и самка поют совместно, голос последних чуть выше. Такое парное уханье передаётся как «вубубубубубу». Другая песня состоит из 7—30 грубых, глухих звуков и передаётся как «чу-чурочурро-чурочурро-чуррочурро-гугугугугуг». И самец, и самка могут издавать подобные звуки, иногда они произносятся совместно.

## Образ жизни
Ночная птица, питается насекомыми и другими членистоногими, а также мелкими млекопитающими. Гнездование мало изучено. Известны наблюдения птенцов в январе (Эквадор), марте (центр Перу) и сентябрь (Венесуэла). Гнездо строится либо на земле среди травы и папоротников, либо на кустах или деревьях. Иногда белогорлая совка занимает гнёзда других птиц. Предположительно, иногда селится в дуплах.
Продолжительность поколения составляет в среднем 7 лет.

## Распространение
Обитает в богатых эпифитами горных тропических лесах на высоте от 1300 до 3600 м, но в основном между 2000 м и 3000 м.

### Ареал и подвиды
Распространена от северной Колумбии и северо-запада Венесуэлы на юг до департамента Кочабамба в Боливии. Часто встречается в горах Эквадора и Перу.
Международный союз орнитологов выделяет 5 подвидов со следующей локализацией:
- Megascops albogularis obscurus (Phelps & Phelps Jr, 1953) — Сьерра-де-Периха (северо-запад Венесуэлы)
- Megascops albogularis meridensis (Chapman, 1923) — запад Венесуэлы
- Megascops albogularis macabrus (Bonaparte, 1850) — западные и центральные Анды от Колумбии до севера Перу
- Megascops albogularis albogularis (Cassin, 1849) — восточные Анды до севера Эквадора
- Megascops albogularis remotus (Bond & Meyer de Schauensee, 1941) — от Перу до центральной Боливии

## Охранный статус
Международный союз охраны природы (МСОП) присвоил таксону охранный статус «Виды, вызывающие наименьшие опасения» (LC). МСОП оценивает популяцию белогорлой совки как стабильную, для неё не зафиксировано какого-либо сокращения или существенных угроз. Точное число половозрелых особей неизвестно, но этот вид описывается как «довольно распространённый».